# Tyrolite
La tyrolite est un minéral de la classe des arséniates. Il a été découvert en 1845 à Falkenstein, près de Schwaz, dans le Tyrol autrichien, d'après lequel il est nommé.

## Caractéristiques
C'est un arséniate de calcium et de cuivre hydroxylé et hydraté avec des anions supplémentaires de carbonate. En plus des éléments de sa formule, Ca2Cu9(AsO4)4(CO3)(OH)8·11H2O, elle peut contenir comme impureté le soufre. Toutes les "tyrolites" ne contiennent pas de groupe CO3 et certaines peuvent être identiques à la tangdanite (qui ne contient pas de carbonate mais du sulfate à sa place), avec laquelle elle est étroitement liée. La tyrolite peut être confondue avec la theisite et la claraïte.
Elle cristallise dans le système monoclinique. La clinotyrolite a été présentée sans  recevoir l'approbation de la IMA parce que les auteurs pensaient qu'elle était différente de la tyrolite (alors considérée comme orthorhombique). Un des polytypes de la tyrolite semble identique à la "clinotyrolite", de sorte que cette dernière n'a pas été acceptée comme espèce nouvelle.

## Formation et gisements
Il s'agit d'un minéral secondaire que l'on trouve dans les zones oxydées des gisements de cuivre, généralement formé par l'altération de la tennantite. Elle est généralement associée à d'autres minéraux tels que l'aurichalcite, la cuprite, l'érythrite, la limonite, la tennantite, la malachite, l'azurite, la brochantite et le chrysocolle.